# Rhodomantis pulchella
Rhodomantis pulchella är en bönsyrseart som beskrevs av Johann Gottlieb Otto Tepper 1904. Rhodomantis pulchella ingår i släktet Rhodomantis och familjen Mantidae. Inga underarter finns listade i Catalogue of Life.